# Calexico (band)

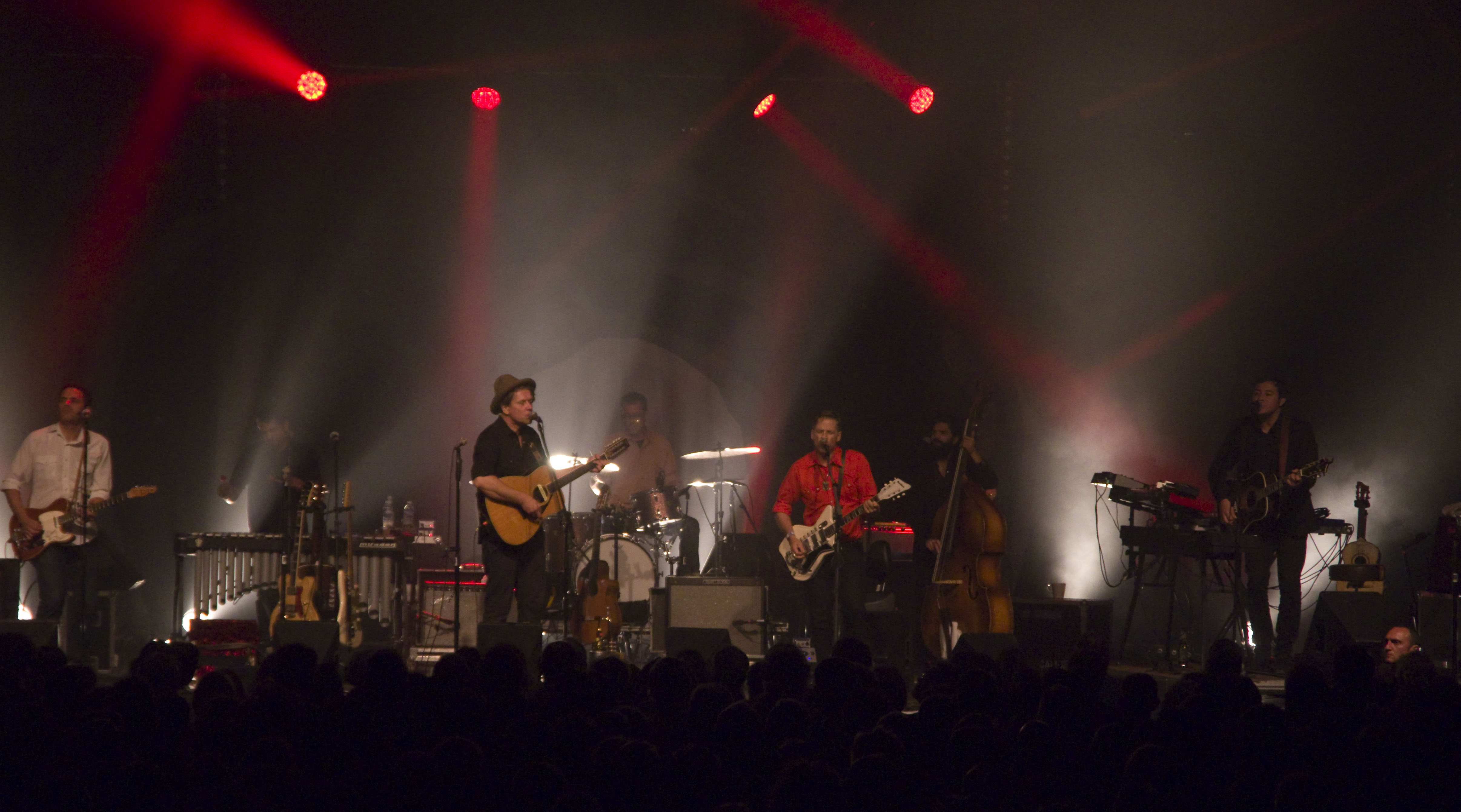
Zelt-Musik-Festival 2016 Freiburg, Duitsland

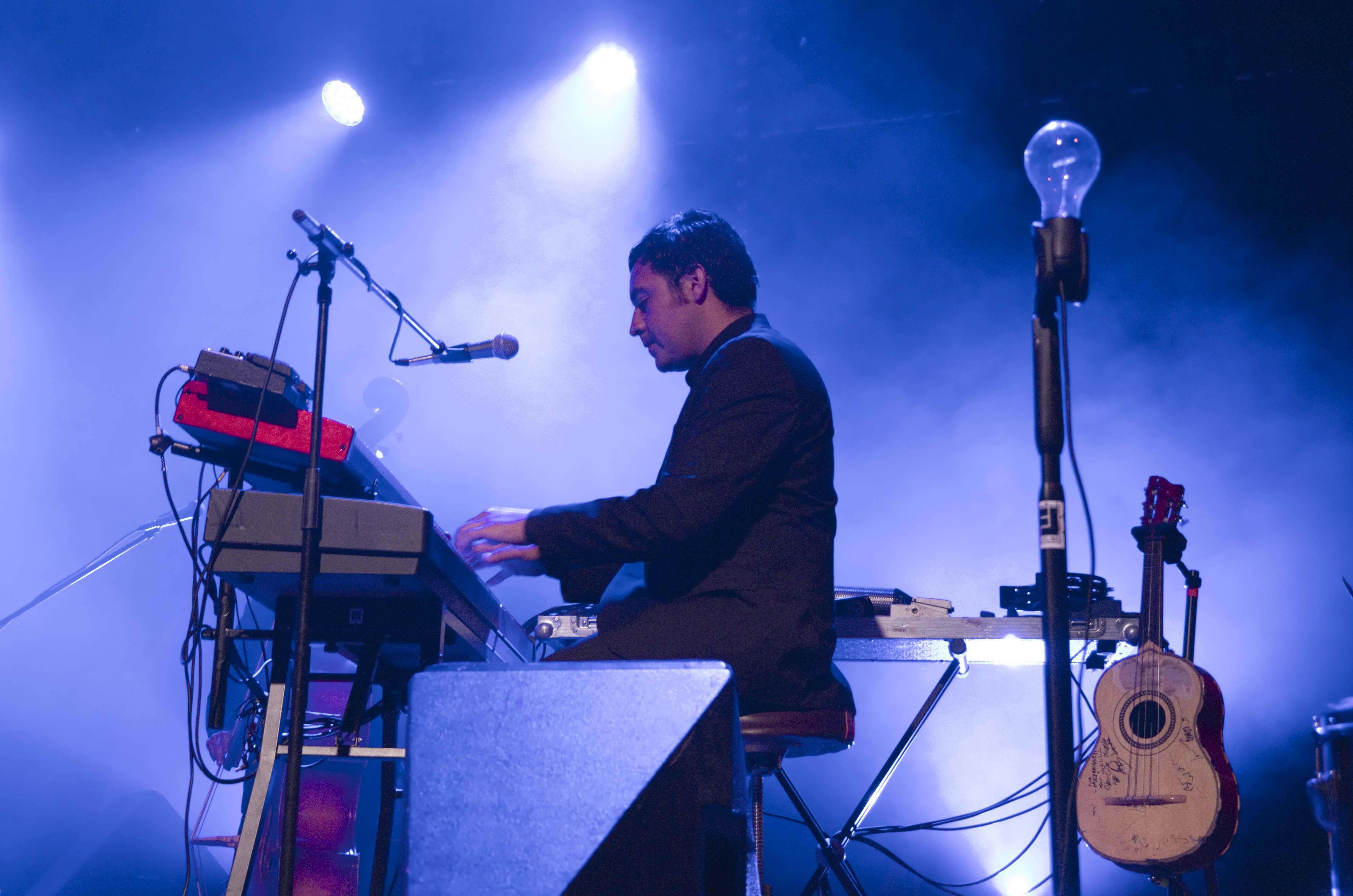
Zelt-Musik-Festival 2016

Calexico is een Amerikaanse band uit Tucson, Arizona, opgericht in 1996 door Joey Burns en John Convertino. De twee speelden eerder samen in Giant Sand.
Precies zoals de naam al doet vermoeden, maakt de band muziek die zich op de grens van Amerikaanse en Mexicaanse muziek bevindt. De band kende vele bezettingen, maar Burns en Convertino vormden altijd de vaste basis.
De eerste vier cd's bevatten naast liedjes ook muzikale stukken en sferische geluidscollages, waardoor de albums het gevoel gaven naar een soundtrack van een western te luisteren.
Calexico verleende haar medewerking aan een groot aantal artiesten, zoals Neko Case, Iron And Wine, Will Oldham, Amparo Sanchez en Nancy Sinatra. Ook leverde de band een aanzienlijke bijdrage aan het album I'm Not There, de soundtrack van de gelijknamige film over het leven van Bob Dylan.

## Discografie
| Album met eventuele hitnotering(en) in de Nederlandse Album Top 100 | Datum van verschijnen | Datum van binnenkomst | Hoogste positie | Aantal weken | Opmerkingen |
| ------------------------------------------------------------------- | --------------------- | --------------------- | --------------- | ------------ | ----------- |
| Spoke                                                               | 1997                  | -                     |                 |              |             |
| The Black Light                                                     | 1998                  | -                     |                 |              |             |
| Hot Rail                                                            | 2000                  | -                     |                 |              |             |
| Aerocalexico                                                        | 2001                  | -                     |                 |              |             |
| Feast of Wire                                                       | 2003                  | 22-02-2003            | 41              | 9            |             |
| The Book And The Canal                                              | 2005                  | -                     |                 |              |             |
| Garden Ruin                                                         | 2006                  | 08-04-2006            | 36              | 6            |             |
| Carried to Dust                                                     | 2008                  | 13-09-2008            | 29              | 7            |             |
| Algiers                                                             | 2012                  | 15-09-2012            | 18              | 5            |             |
| Edge of the Sun                                                     | 2015                  | -                     |                 |              |             |
| The Thread That Keeps Us                                            | 2018                  | -                     |                 |              |             |
| El Mirador                                                          | 2022                  | -                     |                 |              |             |

| Album met hitnotering(en) in de Vlaamse Ultratop 200 albums | Datum van verschijnen | Datum van binnenkomst | Hoogste positie | Aantal weken | Opmerkingen |
| ----------------------------------------------------------- | --------------------- | --------------------- | --------------- | ------------ | ----------- |
| Feast of Wire                                               | 2003                  | 22-02-2003            | 30              | 4            |             |
| Garden Ruin                                                 | 2006                  | 15-04-2006            | 21              | 6            |             |
| Carried to Dust                                             | 2008                  | 20-09-2008            | 16              | 7            |             |
| Algiers                                                     | 2012                  | 15-09-2012            | 22              | 18*          |             |
| Edge of the Sun                                             | 2015                  | -                     |                 |              |             |